# Alternative Investment Market
Der Alternative Investment Market (AIM) ist ein Börsensegment an der Londoner Börse London Stock Exchange, das hinsichtlich der regulatorischen Grundlagen sowie der Funktion als Einstiegssegment in den Börsenhandel mit dem ehemaligen Entry Standard der Börse Frankfurt und dem m:access der Börse München vergleichbar ist. Diese Börsensegmente erweitern das gesetzliche Regelwerk des Freiverkehrs um privatrechtliche Vorschriften, die von den notierten Unternehmen zu erfüllen sind.

## Geschichte
Der AIM wurde 1995 als Marktsegment für kleinere, wachstumsstarke Unternehmen ohne lange Historie gegründet. Es gibt nur geringe Voraussetzungen für eine Börsennotiz, was zu einer entsprechend heterogenen Qualität der notierten Gesellschaften führt. Bis heute (Stand: Nov. 2006) sind mehr als 2.500 Unternehmen zugelassen worden.